# Johann Knöchel
Johann Knöchel (* 25. Dezember 1903 in Obernsees; † 14. Januar 1986 in Radebeul; auch falsche Namensform: Franz Knöchel) war ein deutscher Bergmann und Politiker (KPD, SED).

## Leben und Wirken
Nach dem Besuch der Volksschule arbeitete der Sohn eines Bergarbeiters zunächst vier Jahre als Bergmann und dann fünf Jahre lang als Gemeindearbeiter in der Stadtverwaltung von Oelsnitz im Erzgebirge, bevor er seinen Lebensunterhalt als hauptberuflicher Funktionär der Kommunistischen Partei Deutschlands (KPD) zu verdienen begann. Dieser gehörte Knöchel ab 1920 an. Er trat 1920 in Oelsnitz in die Freie Sozialistische Jugend (FSJ) ein, die sich im September 1920 in Kommunistischer Jugendverband Deutschlands (KJVD) umbenannte. In den folgenden Jahren leitete er die Ortsgruppe und den Unterbezirk Oelsnitz des KJVD. In Oelsnitz arbeitete er in der KPD mit den Brüdern Bodo, Fritz und Fredo Ritscher zusammen. 1927 wurde er in Oelsnitz Stadtverordneter und ab Januar 1929 leitete er den Unterbezirk Oelsnitz der KPD. Im Juni 1929 wurde er Delegierter auf dem 12. Parteitag in Berlin. Als Abgeordneter des Bezirkstages der  Amtshauptmannschaft Stollberg war er im Jahr 1929 Teilnehmer am 1. Kommunalpolitischen Lehrgang der Rosa-Luxemburg-Schule der KPD in Schöneiche-Fichtenau. Von 1930 bis 1932 gehörte Knöchel als Abgeordneter seiner Partei für den Wahlkreis 30 (Chemnitz-Zwickau) dem Reichstag in Berlin an. Während der Zeit des Nationalsozialismus wurde er als bekannter Kommunist zeitweise von der Gestapo im KZ Colditz inhaftiert. Von 1940 bis 1945 war er Soldat in der Wehrmacht. 
Nach dem Zweiten Weltkrieg trat Knöchel 1945 erneut der KPD beziehungsweise 1946 der Sozialistischen Einheitspartei Deutschlands (SED) bei. Er wurde Bürgermeister in Hartenstein, später Landrat des Landkreises Zittau. 1951 wurde Knöchel Leiter der Hauptabteilung Forstwirtschaft im sächsischen Ministerium für Land- und Forstwirtschaft, später dann Vorsitzender des Rates des Kreises Dresden-Land beziehungsweise Kaderleiter (Personalchef) im Druckmaschinenwerk Planeta in Radebeul. 
Knöchel war 1960 Vorsitzender des Rates des Kreises Zittau, dann ehrenamtlich langjähriger Vorsitzender der Kreisrevisionskommission Dresden-Land der SED. Er lebte zuletzt als Veteran in Radebeul und starb im Alter von 82 Jahren.

## Auszeichnungen
- 1960 Ehrentitel „Verdienter Aktivist“
- 1969 Vaterländischer Verdienstorden in Silber und 1973 in Gold
- 1983 Ehrenspange zum Vaterländischen Verdienstorden in Gold